# Alёškina ochota
Alёškina ochota (Алёшкина охота) è un film del 1965 diretto da Jakov L'vovič Bazeljan.